# Internacia Junulara Semajno
 (janvier 2021).
Si vous disposez d'ouvrages ou d'articles de référence ou si vous connaissez des sites web de qualité traitant du thème abordé ici, merci de compléter l'article en donnant les références utiles à sa vérifiabilité et en les liant à la section « Notes et références ».
L'Internacia Junulara Semajno (semaine internationale de la jeunesse) est une rencontre internationale espérantophone organisée chaque année en Hongrie par l'association hongroise des jeunes espérantophones. Le programme comprend : jeux, sport, excursions, soirées.

## Lieux des rencontres
- 2017 : Gyenesdiás du 7 au 13 août
- 2016 : IJS n'a pas eu lieu, le congrès mondial d'espéranto s'étant déroulé à Nitra (Slovaquie)
- 2015 : Szentgotthárd du 10 au 17 août
- 2014 : Horány (Szentgotthárd) du 25 juillet au 1er août
- 2013 : Tiszafüred
- 2012 : Nőtincs
- 2011 : Búbánatvölgy
- 2010 : Pécs
- 2009 : IJS n'a pas eu lieu
- 2008 : IJS n'a pas eu lieu, le congrès international de la jeunesse s'étant déroulé en Hongrie
- 2007 : Tab
- 2006 : Makó
- 2005 : Vác
- 2004 : Miskolc
- 2003 : Győr
- 2002 : Székesfehérvár
- 2001 : Szombathely
- 2000 : Nyíregyháza
- 1999 : IJS n'a pas eu lieu, le congrès international de la jeunesse s'étant déroulé en Hongrie
- 1998 : Kecskemét
- 1997 : Pécs
- 1996 : Eger
- 1995 : Tata